# Valter Hugo Mãe

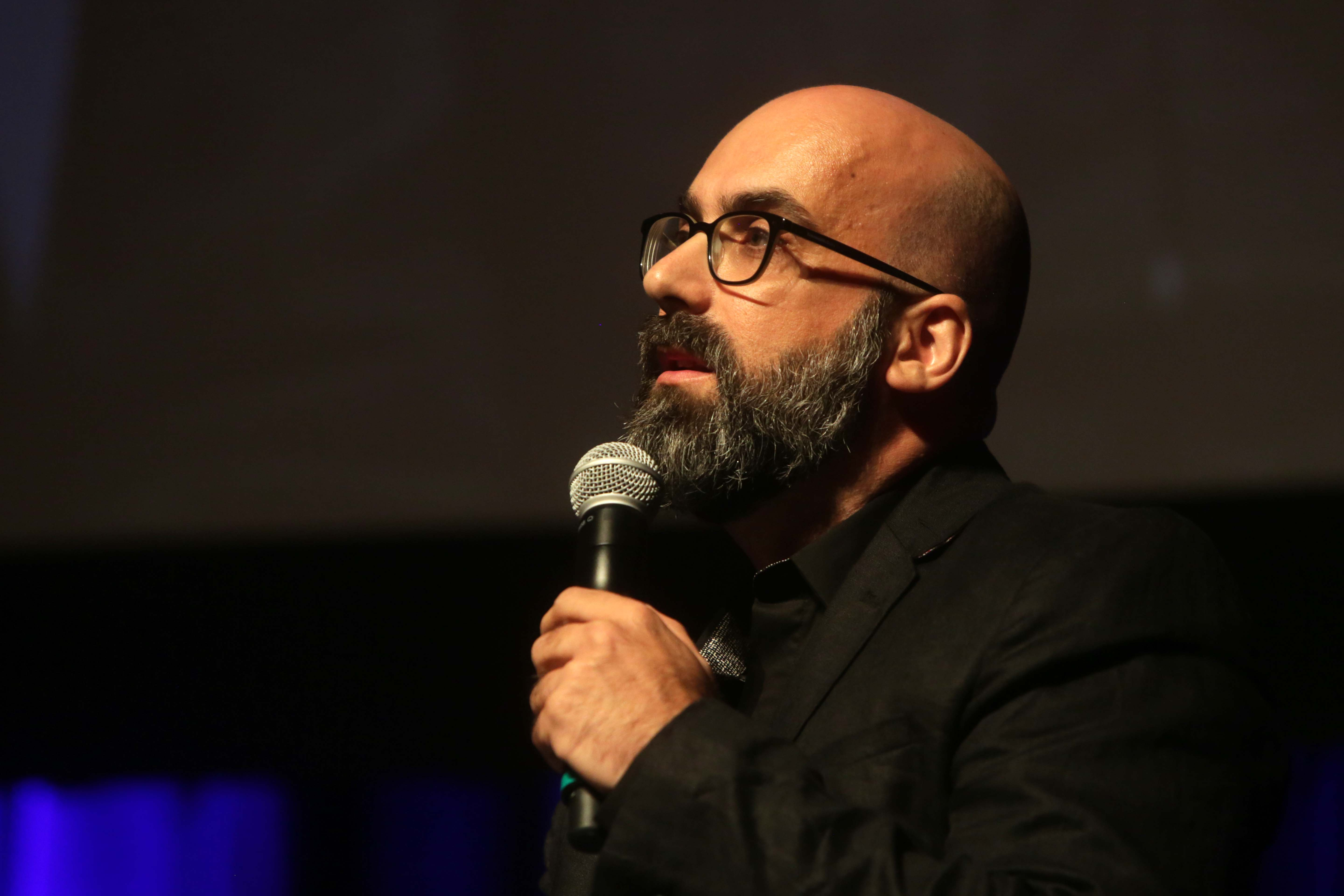
Valter Hugo Mãe auf der Fronteiras do Pensamento São Paulo (2016)

Valter Hugo Mãe (* 25. September 1971 in Henrique de Carvalho, dem heutigen Saurimo, Angola; eigentlich Valter Hugo Lemos) ist ein portugiesischer Schriftsteller, Musiker und bildender Künstler.

## Leben und Wirken

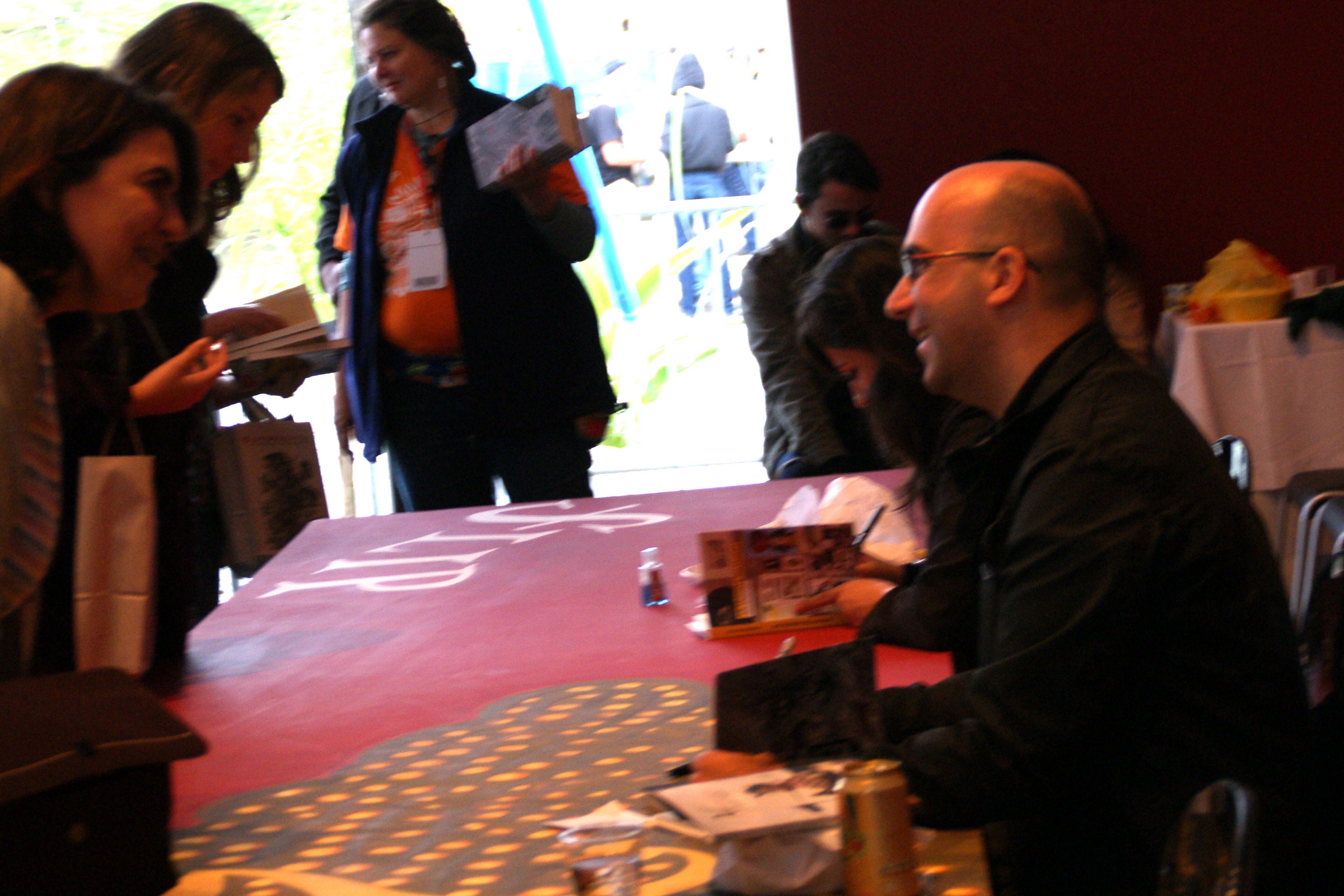
Valter Hugo Mãe auf der brasilianischen Buchmesse Festa Literária Internacional de Paraty (2011)

Mãe wuchs nach dem Wegzug aus Angola in Paços de Ferreira und ab 1980 in Vila do Conde im Norden Portugals auf, wo er nach den abgeschlossenen Studien der Rechtswissenschaften und Portugiesischer Literatur heute lebt.
Er gründete 1999 den Verlag Quasi edições und 2006 den Verlag Objecto Cardíaco.

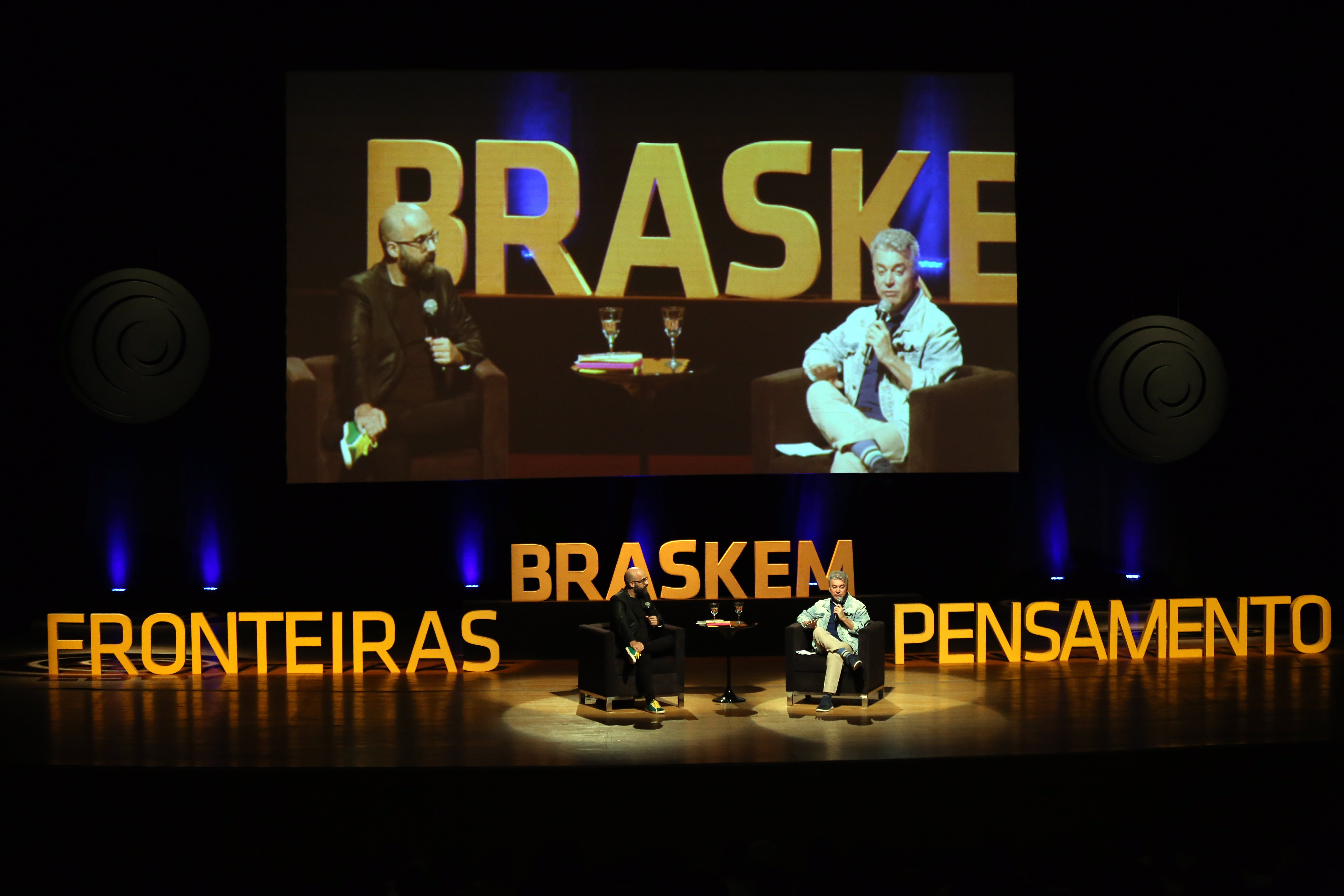
Fronteiras Braskem do Pensamento 2016

Mãe hat bisher fünf Romane veröffentlicht; für o remorso de baltazar serapião wurde er 2007 mit dem Prémio José Saramago ausgezeichnet. José Saramago nannte den Roman bei der Preisverleihung einen „literarischen Tsunami“. Er verfasst außerdem Poesie und Kinderbücher. Seit seiner Teilnahme 2011 an der Literaturveranstaltung Festa Literária Internacional de Paraty ist er auch in Brasilien populär. Er wurde ins Französische, Englische und Italienische übersetzt, weitere Übersetzungen in Deutsch, Spanisch und Hebräisch sind in Vorbereitung. Eine stilistische Besonderheit seiner Texte ist, dass sie, ebenso wie sein (Künstler-)Name, konsequent in Kleinbuchstaben gehalten sind.
Mãe ist Sänger der Pop-Band Governo („Regierung“) und Zeichner. 2007 stellte er in Porto erstmals seine Bilder öffentlich aus.
Er ist in „Best European Fiction 2010“ vertreten.

## Bibliografie
Romane

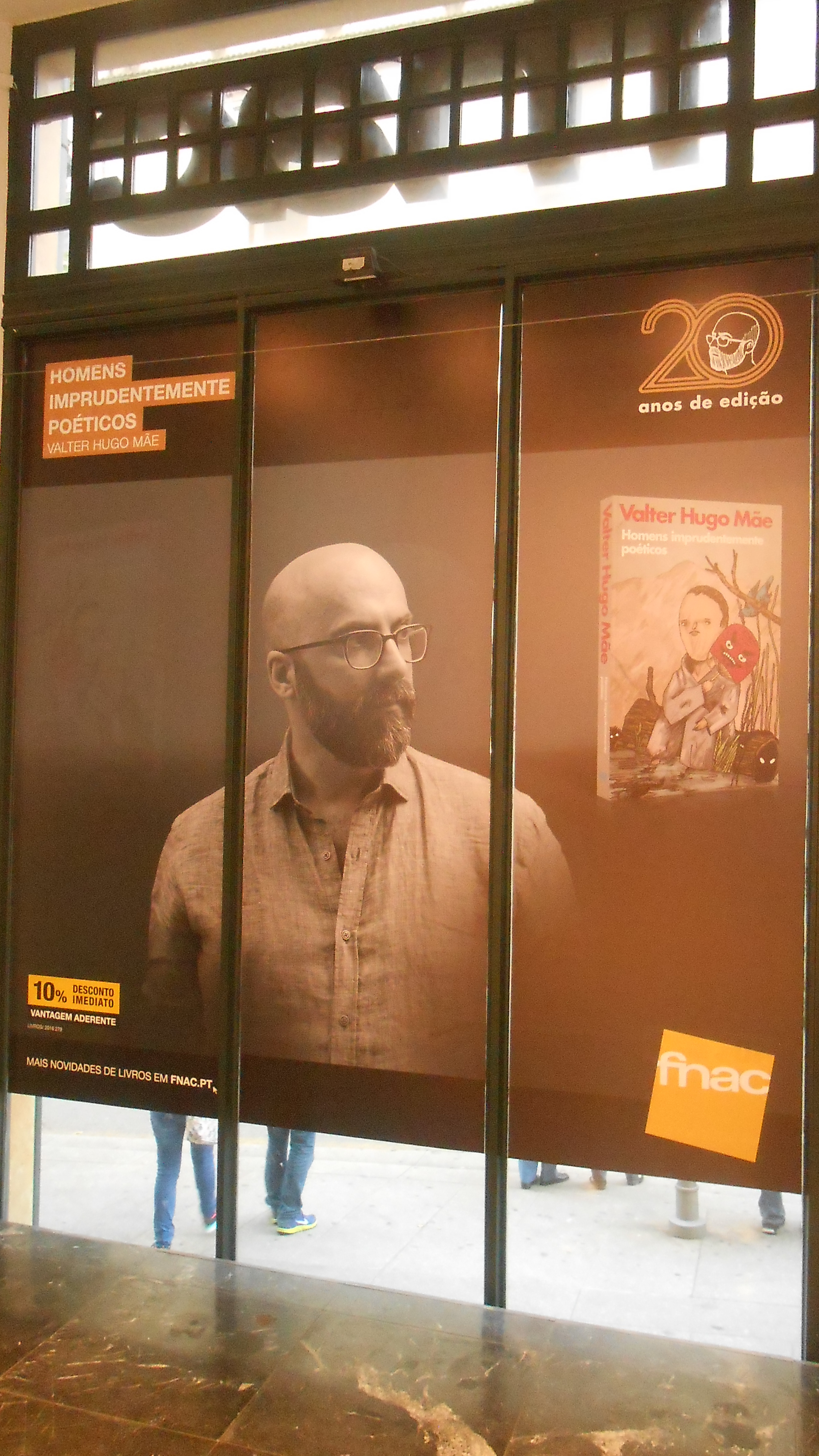
Werbung für „Homens imprudentemente poéticos“ in der Fnac-Filiale Santa Catarina in Porto (Oktober 2016)

- o nosso reino (deutsch „unser Reich“) Temas e Debates, Lissabon 2004 / Objectiva (Alfaguara), Lissabon 2011
- o remorso de baltazar serapião („die Gewissensbisse des Baltazar Serapião“) QuidNovi, Porto 2006 / Objectiva (Alfaguara), Lissabon 2011
- o apocalipse dos trabalhadores („die Apokalypse der Arbeiter“) QuidNovi, Porto 2008 / Objectiva (Alfaguara), Lissabon 2011
- a máquina de fazer espanhóis („die Maschine zur Spanierherstellung“) Objectiva (Alfaguara), Lissabon 2010
- o filho de mil homens („der Sohn der tausend Männer“) Objectiva (Alfaguara), Lisboa 2011
- a desumanização („die Ent-Humanisierung“) Porto Editora, Porto 2013
- Das Haus der glücklichen Alten, ISBN 978-3-312-00556-7, S. 304, 2013
- Homens imprudentemente poéticos („unvorsichtigerweise poetische Männer“) Porto Editora, Porto 2016

Kinderbücher
- a verdadeira história dos pássaros („die wahre Geschichte der Vögel“) Booklândia (QuidNovi), Porto 2009
- a história do homem calado („die Geschichte des schweigsamen Mannes“) Booklândia (QuidNovi), Porto 2009
- o rosto („das Gesicht“) Objectiva (Alfaguara), Lisboa 2010 (Illustration: de Isabel Lhano)
- as mais belas coisas do mundo („die schönsten Dinge der Welt“) Objectiva (Alfaguara), Lisboa 2010 (Illustration: Paulo Sérgio Beju)

Lyrik
- silencioso corpo de fuga („geräuschloser Körper auf der Flucht“) A Mar Arte, Coimbra 1996
- o sol pôs-se calmo sem me acordar („die Sonne ging ruhig unter ohne mich zu wecken“) A Mar Arte, Coimbra 1997
- entorno a casa sobre a cabeça („ich schütte das Haus über dem Kopfe aus“) Silêncio da Gaveta Edições, Vila do Conde 1999
- egon schielle auto-retrato de dupla encarnação („Egon Schiele Selbstbildnis doppelter Verkörperung“) Associação dos Jornalistas e Homens de Letras do Porto, Porto 1999
- estou escondido na cor amarga do fim da tarde („ich habe mich in der bitteren Farbe des Abends versteckt“) Campo das Letras, Porto 2000
- três minutos antes de a maré encher („drei Minuten bevor die Flut kommt“) Quasi Edições, V.N. Famalicão 2000
- a cobrição das filhas („die Überdeckung der Töchter“) Quasi Edições, V.N. Famalicão 2001
- útero („Gebärmutter“) Quasi Edições, V.N. Famalicão 2003
- o resto da minha alegria seguido de a remoção das almas („der Rest meiner Freude gefolgt von der Beseitigung der Seelen“) Cadernos do Campo Alegre, Porto 2003
- livro de maldições („Buch der Verwünschungen“) Objecto Cardíaco, Vila do Conde 2006
- pornografia erudita („gelehrte Pornografie“) Edições Cosmorama, Maia 2007
- bruno Littera Libros, Badajoz (Spanien) 2007
- folclore íntimo („intime Folklore“) Edições Cosmorama, Maia 2008
- contabilidade („Buchführung“) Objectiva (Alfaguara), Lissabon 2010

## Diskografie
- Disco de Cabeceira („Kopfkissen-Schallplatte“) von Paulo Praça, Som Livre, Oeiras, 2007 (Texte)
- A Geração da Matilha („die Generation der Meute“) von Mundo Cão, Cobra, Braga, 2009 (Texte)
- Propaganda Sentimental („sentimentale Propaganda“) von Governo, Optimus, Lisboa, 2009 (Text und Gesang)

## Auszeichnungen
- Literaturpreis Almeida Garrett, 1999.
- Literaturpreis Prémio José Saramago, Lissabon 2007.[1]
- Nachwuchspreis des Correio da Manhã, 2009.
- Literaturpreis Feder Camilo Castelo Branco, 2010.
- Medaille der Stadt Vila do Conde, 2010.